# Aethionema subulatum
Aethionema subulatum là một loài thực vật có hoa trong họ Cải. Loài này được (Boiss. & Heldr.) Boiss. mô tả khoa học đầu tiên năm 1867.